# 4e étape du Tour de France 2007
Pour un article plus général, voir Tour de France 2007.
La 4e étape du Tour de France 2007 s'est déroulée le 11 juillet. Le parcours de 190 kilomètres relie Villers-Cotterêts à Joigny.

## Communes traversées

### Aisne
Villers-Cotterêts,
La Ferté-Milon,
Chézy-en-Orxois,
Saint-Gengoulph,
Veuilly-la-Poterie,
Marigny-en-Orxois,
Coupru,
Domptin,
Villiers-Saint-Denis,
Charly-sur-Marne,
Pavant,
Nogent-l'Artaud.

### Seine-et-Marne
Hondevilliers,
Sablonnières,
Bellot,
La Ferté-Gaucher,
Saint-Mars-Vieux-Maisons,
Cerneux,
Augers-en-Brie,
Villiers-Saint-Georges,
Beauchery-Saint-Martin,
Chalautre-la-Grande.

### Aube
Saint-Nicolas-la-Chapelle,
Nogent-sur-Seine,
Fontaine-Mâcon,
Bouy-sur-Orvin,
Soligny-les-Étangs,
Trancault.

### Yonne
Saint-Maurice-aux-Riches-Hommes,
Thorigny-sur-Oreuse,
Voisines,
Fontaine-la-Gaillarde,
Villiers-Louis,
Theil-sur-Vanne,
Les Bordes,
Villeneuve-sur-Yonne,
Armeau,
Villevallier,
Villecien,
Saint-Aubin-sur-Yonne,
Joigny.

## Classement de l'étape
| \| Classement de l'étape \| Classement de l'étape \| Classement de l'étape \| Classement de l'étape \| Classement de l'étape \| \| Coureur \| Coureur \| Pays \| Équipe \| Temps \| \| --------------------- \| --------------------- \| --------------------- \| --------------------- \| --------------------- \| \| 1er \| Thor Hushovd \| Norvège \| Crédit Agricole \| 4 h 37 min 47 s \| \| 2e \| Robert Hunter \| Afrique du Sud \| Barloworld \| + 0 s \| \| 3e \| Óscar Freire \| Espagne \| Rabobank \| + 0 s \| \| 4e \| Erik Zabel \| Allemagne \| Team Milram \| + 0 s \| \| 5e \| Danilo Napolitano \| Italie \| Lampre-Fondital \| + 0 s \| \| 6e \| Gert Steegmans \| Belgique \| Quick Step-Innergetic \| + 0 s \| \| 7e \| Robert Förster \| Allemagne \| Gerolsteiner \| + 0 s \| \| 8e \| Tom Boonen \| Belgique \| Quick Step-Innergetic \| + 0 s \| \| 9e \| Sébastien Chavanel \| France \| La Française des jeux \| + 0 s \| \| 10e \| Mark Cavendish \| Royaume-Uni \| T-Mobile \| + 0 s \| |                    |                |                       |                 |
| |                    |                |                       |                 |
| |                    |                |                       |                 |
| Classement de l'étape |                    |                |                       |                 |
| Coureur | Coureur            | Pays           | Équipe                | Temps           |
| 1er | Thor Hushovd       | Norvège        | Crédit Agricole       | 4 h 37 min 47 s |
| 2e | Robert Hunter      | Afrique du Sud | Barloworld            | + 0 s           |
| 3e | Óscar Freire       | Espagne        | Rabobank              | + 0 s           |
| 4e | Erik Zabel         | Allemagne      | Team Milram           | + 0 s           |
| 5e | Danilo Napolitano  | Italie         | Lampre-Fondital       | + 0 s           |
| 6e | Gert Steegmans     | Belgique       | Quick Step-Innergetic | + 0 s           |
| 7e | Robert Förster     | Allemagne      | Gerolsteiner          | + 0 s           |
| 8e | Tom Boonen         | Belgique       | Quick Step-Innergetic | + 0 s           |
| 9e | Sébastien Chavanel | France         | La Française des jeux | + 0 s           |
| 10e | Mark Cavendish     | Royaume-Uni    | T-Mobile              | + 0 s           |

## Classement général
Arrivé au sein du peloton, le Suisse Fabian Cancellara (CSC) conserve son maillot jaune de leader du classement général. La victoire d'étape du Norvégien Thor Hushovd (Crédit agricole profite des vingt secondes de bonifications pour prendre la seconde place du classement à 29 secondes du leader. L'Allemand Andreas Klöden (Astana) est toujours troisième à 33 secondes. Le Français Sylvain Chavanel (Cofidis-Le Crédit par Téléphone) fait son apparition dans le top 10 et pointe au 7e rang.
| \| Classement général \| Classement général \| Classement général \| Classement général \| Classement général \| \| Coureur \| Coureur \| Pays \| Équipe \| Temps \| \| ------------------ \| ------------------ \| ------------------ \| ------------------------------- \| ------------------ \| \| 1er \| Fabian Cancellara \| Suisse \| CSC \| 19 h 49 min 55 s \| \| 2e \| Thor Hushovd \| Norvège \| Crédit Agricole \| + 29 s \| \| 3e \| Andreas Klöden \| Allemagne \| Astana \| + 33 s \| \| 4e \| David Millar \| Royaume-Uni \| Saunier Duval-Prodir \| + 41 s \| \| 5e \| George Hincapie \| États-Unis \| Discovery Channel \| + 43 s \| \| 6e \| Bradley Wiggins \| Royaume-Uni \| Cofidis-Le Crédit par Téléphone \| + 43 s \| \| 7e \| Sylvain Chavanel \| France \| Cofidis-Le Crédit par Téléphone \| + 44 s \| \| 8e \| Vladimir Gusev \| Russie \| Discovery Channel \| + 45 s \| \| 9e \| Tom Boonen \| Belgique \| Quick Step-Innergetic \| + 46 s \| \| 10e \| Vladimir Karpets \| Russie \| Caisse d'Épargne \| + 46 s \| |                   |             |                                 |                  |
| |                   |             |                                 |                  |
| |                   |             |                                 |                  |
| Classement général |                   |             |                                 |                  |
| Coureur | Coureur           | Pays        | Équipe                          | Temps            |
| 1er | Fabian Cancellara | Suisse      | CSC                             | 19 h 49 min 55 s |
| 2e | Thor Hushovd      | Norvège     | Crédit Agricole                 | + 29 s           |
| 3e | Andreas Klöden    | Allemagne   | Astana                          | + 33 s           |
| 4e | David Millar      | Royaume-Uni | Saunier Duval-Prodir            | + 41 s           |
| 5e | George Hincapie   | États-Unis  | Discovery Channel               | + 43 s           |
| 6e | Bradley Wiggins   | Royaume-Uni | Cofidis-Le Crédit par Téléphone | + 43 s           |
| 7e | Sylvain Chavanel  | France      | Cofidis-Le Crédit par Téléphone | + 44 s           |
| 8e | Vladimir Gusev    | Russie      | Discovery Channel               | + 45 s           |
| 9e | Tom Boonen        | Belgique    | Quick Step-Innergetic           | + 46 s           |
| 10e | Vladimir Karpets  | Russie      | Caisse d'Épargne                | + 46 s           |

## Classements annexes
| Classement par points | Classement par points | Classement par points | Classement par points | Classement par points |
| Coureur               | Coureur               | Pays                  | Équipe                | Points                |
| --------------------- | --------------------- | --------------------- | --------------------- | --------------------- |
| 1er                   | Tom Boonen            | Belgique              | Quick Step-Innergetic | 98 pts                |
| 2e                    | Erik Zabel            | Allemagne             | Team Milram           | 86 pts                |
| 3e                    | Robbie McEwen         | Australie             | Predictor-Lotto       | 84 pts                |
| 4e                    | Robert Hunter         | Afrique du Sud        | Barloworld            | 81 pts                |
| 5e                    | Thor Hushovd          | Norvège               | Crédit Agricole       | 79 pts                |

| Classement par points | Classement par points | Classement par points | Classement par points | Classement par points |
| Coureur               | Coureur               | Pays                  | Équipe                | Points                |
| --------------------- | --------------------- | --------------------- | --------------------- | --------------------- |
| 1er                   | Tom Boonen            | Belgique              | Quick Step-Innergetic | 98 pts                |
| 2e                    | Erik Zabel            | Allemagne             | Team Milram           | 86 pts                |
| 3e                    | Robbie McEwen         | Australie             | Predictor-Lotto       | 84 pts                |
| 4e                    | Robert Hunter         | Afrique du Sud        | Barloworld            | 81 pts                |
| 5e                    | Thor Hushovd          | Norvège               | Crédit Agricole       | 79 pts                |

| Classement de la montagne | Classement de la montagne | Classement de la montagne | Classement de la montagne       | Classement de la montagne |
| Coureur                   | Coureur                   | Pays                      | Équipe                          | Points                    |
| ------------------------- | ------------------------- | ------------------------- | ------------------------------- | ------------------------- |
| 1er                       | Stéphane Augé             | France                    | Cofidis-Le Crédit par Téléphone | 9 pts                     |
| 2e                        | Sylvain Chavanel          | France                    | Cofidis-Le Crédit par Téléphone | 7 pts                     |
| 3e                        | David Millar              | Royaume-Uni               | Saunier Duval-Prodir            | 7 pts                     |
| 4e                        | Christian Knees           | Allemagne                 | Team Milram                     | 5 pts                     |
| 5e                        | Aliaksandr Kuschynski     | Biélorussie               | Liquigas                        | 5 pts                     |

| Classement de la montagne | Classement de la montagne | Classement de la montagne | Classement de la montagne       | Classement de la montagne |
| Coureur                   | Coureur                   | Pays                      | Équipe                          | Points                    |
| ------------------------- | ------------------------- | ------------------------- | ------------------------------- | ------------------------- |
| 1er                       | Stéphane Augé             | France                    | Cofidis-Le Crédit par Téléphone | 9 pts                     |
| 2e                        | Sylvain Chavanel          | France                    | Cofidis-Le Crédit par Téléphone | 7 pts                     |
| 3e                        | David Millar              | Royaume-Uni               | Saunier Duval-Prodir            | 7 pts                     |
| 4e                        | Christian Knees           | Allemagne                 | Team Milram                     | 5 pts                     |
| 5e                        | Aliaksandr Kuschynski     | Biélorussie               | Liquigas                        | 5 pts                     |

| Classement du meilleur jeune | Classement du meilleur jeune | Classement du meilleur jeune | Classement du meilleur jeune | Classement du meilleur jeune |
| Coureur                      | Coureur                      | Pays                         | Équipe                       | Temps                        |
| ---------------------------- | ---------------------------- | ---------------------------- | ---------------------------- | ---------------------------- |
| 1er                          | Vladimir Gusev               | Russie                       | Discovery Channel            | 19 h 50 min 40 s             |
| 2e                           | Thomas Dekker                | Pays-Bas                     | Rabobank                     | + 6 s                        |
| 3e                           | Benoît Vaugrenard            | France                       | La Française des jeux        | + 7 s                        |
| 4e                           | Andriy Grivko                | Ukraine                      | Team Milram                  | + 8 s                        |
| 5e                           | Alberto Contador             | Espagne                      | Discovery Channel            | + 10 s                       |

| Classement du meilleur jeune | Classement du meilleur jeune | Classement du meilleur jeune | Classement du meilleur jeune | Classement du meilleur jeune |
| Coureur                      | Coureur                      | Pays                         | Équipe                       | Temps                        |
| ---------------------------- | ---------------------------- | ---------------------------- | ---------------------------- | ---------------------------- |
| 1er                          | Vladimir Gusev               | Russie                       | Discovery Channel            | 19 h 50 min 40 s             |
| 2e                           | Thomas Dekker                | Pays-Bas                     | Rabobank                     | + 6 s                        |
| 3e                           | Benoît Vaugrenard            | France                       | La Française des jeux        | + 7 s                        |
| 4e                           | Andriy Grivko                | Ukraine                      | Team Milram                  | + 8 s                        |
| 5e                           | Alberto Contador             | Espagne                      | Discovery Channel            | + 10 s                       |

| Classement par équipes | Classement par équipes          | Classement par équipes | Classement par équipes |
| Équipe                 | Équipe                          | Pays                   | Temps                  |
| ---------------------- | ------------------------------- | ---------------------- | ---------------------- |
| 1re                    | Astana                          | Suisse                 | 59 h 32 min 03 s       |
| 2e                     | CSC                             | Danemark               | + 2 s                  |
| 3e                     | Discovery Channel               | États-Unis             | + 5 s                  |
| 4e                     | Caisse d'Épargne                | Espagne                | + 18 s                 |
| 5e                     | Cofidis-Le Crédit par Téléphone | France                 | + 20 s                 |

| Classement par équipes | Classement par équipes          | Classement par équipes | Classement par équipes |
| Équipe                 | Équipe                          | Pays                   | Temps                  |
| ---------------------- | ------------------------------- | ---------------------- | ---------------------- |
| 1re                    | Astana                          | Suisse                 | 59 h 32 min 03 s       |
| 2e                     | CSC                             | Danemark               | + 2 s                  |
| 3e                     | Discovery Channel               | États-Unis             | + 5 s                  |
| 4e                     | Caisse d'Épargne                | Espagne                | + 18 s                 |
| 5e                     | Cofidis-Le Crédit par Téléphone | France                 | + 20 s                 |

### Combativité
Matthieu Sprick